# 日本の古墳一覧
日本の古墳一覧（にほんのこふんいちらん）では、日本に存在する特筆性の高い古墳を一覧の形式で記載する。「Category:日本の古墳」も参照のこと。

## 北海道・東北地方
東北地方に、ヤマト政権の影響力が大きく伸びたのは古墳時代である。
ただし実際に東北地方で古墳文化の展開が継続して見られたのは福島県全域と宮城県大崎市付近一帯の大崎平野から山形県米沢市・山形市付近にかけてまでである。
東北地方北部では、岩手県盛岡市永福寺山遺跡、青森市細越舘遺跡からは古墳時代前期・中期の土師器が出土しているが、後期の土師器を出す遺跡は余り知られていない。また、土師器以外では、青森県小川原湖付近や岩手県から青森県にかけての馬淵川流域、秋田県など数カ所から5世紀の祭祀遺物の石製模造品が発見されている。さらに、青森県上北郡七戸町森ヵ沢遺跡からも5世紀代の須恵器や土師器が出土している。

### 北海道
- 江別古墳群（江別市、末期古墳、日本最北端の古墳、国の史跡）

### 青森県
- 阿光坊古墳群（上北郡おいらせ町、末期古墳、国の史跡）
- 丹後平古墳群（八戸市、末期古墳、国の史跡）

### 岩手県
- 角塚古墳（奥州市、日本列島北端の前方後円墳、国の史跡）
- 江釣子古墳群（北上市、末期古墳、国の史跡）
- 藤沢狄森古墳群（紫波郡矢巾町、末期古墳、県史跡）
- 浮島古墳群（岩手町、末期古墳、県史跡）

### 秋田県
- 岩野山古墳群（南秋田郡五城目町、末期古墳、県史跡）

### 宮城県
- 古墳文化の展開が見られた北限は、宮城県大崎市付近の大崎平野までである。
- 山畑横穴群（大崎市、横穴古墳、装飾古墳の北限、国の史跡）
- 青塚古墳（大崎市、前方後円墳、国の史跡）
- 遠見塚古墳（仙台市若林区、前方後円墳、国の史跡）
- 雷神山古墳（名取市、東北地方最大の前方後円墳、約170メートル、国の史跡)
- 飯野坂古墳群（名取市、前方後方墳ほか、国の史跡）
- 鳥屋八幡古墳（黒川郡大和町、円墳、県史跡）
- 念南寺古墳群（加美郡色麻町、前方後円墳・円墳、県史跡）
- 本庄古墳群（東諸県郡国富町、円墳、国の史跡）

### 山形県
- 古墳文化の展開が見られる北限は、山形県村山地方付近までである。
- 高瀬山古墳（寒河江市、円墳、近辺に複数の方形周溝墓、県史跡）
- 稲荷森古墳（南陽市、前方後円墳、国の史跡）
- 二色根古墳群（南陽市、円墳、県史跡）
- 天神森古墳（東置賜郡川西町、前方後方墳、県史跡）
- 下小松古墳群（東置賜郡川西町、前方後円墳ほか、国の史跡）
- 清水前古墳群（東置賜郡高畠町、円墳、県史跡）
- 安久津古墳群（東置賜郡高畠町、群集墳、県史跡）
- 谷柏古墳群（山形市、群集墳、県史跡）
- 菅沢古墳2号墳（山形市、東北地方最大の円墳、直径52メートル、県史跡）
- 高原古墳（山形市、墳形不明、県史跡）
- 土矢倉古墳群（上山市、前方後円墳ほか、県史跡）

### 福島県
- 大安場古墳群（郡山市、前方後方墳ほか、国の史跡）
- 会津大塚山古墳（会津若松市、前方後円墳、三角縁神獣鏡出土、国の史跡）
- 宇内青津古墳群（河沼郡会津坂下町）
  - 亀ヶ森・鎮守森古墳（前方後円墳、国の史跡）
  - 杵ガ森古墳（前方後円墳、4世紀初頭、東北最古級、県史跡）
- 甲塚古墳（いわき市、円墳、国の史跡）
- 中田横穴（いわき市、横穴古墳、国の史跡）
- 清戸迫横穴（双葉郡双葉町、横穴古墳、国の史跡）
- 泉崎横穴（西白河郡泉崎村、横穴古墳、国の史跡）
- 桜井古墳（南相馬市、前方後方墳、国の史跡）
- 羽山横穴（南相馬市、横穴古墳、国の史跡）
- 真野古墳群（南相馬市、円墳ほか、国の史跡）
- 二子塚古墳（大玉村、前方後円墳、県史跡）
- 傾城壇古墳（大玉村、前方後円墳、県史跡）
- 谷地久保古墳（白河市、円墳、県史跡）
- 国見八幡塚古墳（国見町、前方後円墳、県史跡）

## 関東地方

### 茨城県
- 愛宕山古墳（水戸市、前方後円墳、国の史跡）
- 吉田古墳（水戸市、八角墳、国の史跡）
- 虎塚古墳（ひたちなか市、県最後の前方後円墳、装飾古墳、国の史跡）
- 十五郎穴（ひたちなか市、横穴墓群、県史跡）
- 磯浜古墳群（東茨城郡大洗町、国史跡）
  - 車塚古墳（円墳、国史跡）
  - 日下ヶ塚古墳（別名：常陸鏡塚古墳、前方後円墳、国史跡）
- 舟塚山古墳群（石岡市）
  - 舟塚山古墳（墳丘長186メートルの前方後円墳、国の史跡）
  - 府中愛宕山古墳（前方後円墳、県史跡）
- 丸山古墳（石岡市、前方後方墳、県史跡）
- 梵天山古墳群（常陸太田市、県史跡）
- 星神社古墳（常陸太田市、前方後円墳、県史跡）
- 大日山古墳（取手市、円墳、県史跡）
- 安食太子古墳（かすみがうら市、前方後円墳、県史跡）
- 熊野古墳（かすみがうら市、前方後円墳、県史跡）
- 富士見塚古墳群（かすみがうら市、県史跡）
  - 富士見塚古墳（前方後円墳）
- 宮中野古墳群（鹿島市大字宮中）
  - 夫婦塚古墳（前方後円墳、市史跡）
- 大生古墳群（潮来市、県史跡）
  - 鹿見塚古墳（前方後円墳）
- 穴薬師古墳（猿島郡五霞町、円墳、県史跡）
- 八幡塚古墳（つくば市、前方後円墳、県史跡）
- 船玉古墳（筑西市、方墳、県史跡）

### 栃木県
- 那須小川古墳群（那須郡那珂川町、国の史跡）
  - 駒形大塚古墳（前方後方墳）
  - 吉田温泉神社古墳群
    - 吉田温泉神社古墳（前方後方墳）

  - 那須八幡塚古墳群
    - 那須八幡塚古墳（前方後方墳）
- 唐御所横穴（那須郡那珂川町、横穴古墳、国の史跡）
- 侍塚古墳（大田原市、国の史跡）
  - 上侍塚古墳（前方後方墳）
  - 下侍塚古墳（前方後方墳、形が美しい古墳として有名）
- 長岡百穴古墳（宇都宮市、横穴古墳、県史跡）
- 戸祭大塚古墳（宇都宮市、円墳、県史跡）
- 下栗大塚古墳（宇都宮市、円墳、市史跡）
- 塚山古墳群（宇都宮市）
  - 塚山古墳（前方後円墳、県史跡）
  - 塚山南古墳（帆立貝型前方後円墳、県史跡）
  - 塚山西古墳（帆立貝型前方後円墳、県史跡）
- 笹塚古墳（宇都宮市、前方後円墳、県史跡）
- 稲荷古墳群（宇都宮市、前方後円墳・円墳、市史跡）
- 瓦塚古墳群（宇都宮市、前方後円墳・円墳、市史跡）
- 亀の子塚古墳（芳賀郡芳賀町、前方後円墳、県史跡）
- 小宅古墳群（芳賀郡益子町、県史跡）
- 浅間塚古墳（芳賀郡益子町、県史跡）
- 風戸塚古墳（芳賀郡益子町、県史跡）
- 入定塚古墳（芳賀郡益子町、県史跡）
- 瓢箪塚古墳（真岡市、前方後円墳、県史跡）
- 鶏塚古墳（真岡市、円墳、県史跡）
- 天神山古墳（真岡市、前方後円墳、県史跡）
- 車塚古墳（下都賀郡壬生町、円墳、国の史跡）
- 牛塚古墳（下都賀郡壬生町、前方後円墳、国の史跡）
- 茶臼山古墳（下都賀郡壬生町、前方後円墳、国の史跡）
- 吾妻古墳（下都賀郡壬生町・栃木市、前方後円墳、国の史跡）
- 愛宕塚古墳（下都賀郡壬生町、前方後円墳、国の史跡）
- 富士山古墳（下都賀郡壬生町、円墳、県史跡）
- 長塚古墳（下都賀郡壬生町、前方後円墳、県史跡）
- 亀塚古墳（下都賀郡壬生町、前方後円墳、県史跡）
- 金山塚古墳（栃木市、上円下方墳、県史跡）
- 大枡塚古墳（佐野市、方墳、県史跡）
- 藤本観音山古墳（足利市、前方後方墳、国の史跡）
- 八幡山古墳群（足利市、円墳群、県史跡）
- 飯塚古墳群（小山市）
  - 琵琶塚古墳（前方後円墳、国の史跡）
  - 摩利支天塚古墳（前方後円墳、国の史跡）
- 千駄塚古墳（小山市、円墳、県史跡）
- 毘沙門山古墳（小山市、帆立貝形古墳、県史跡）
- 大塚古墳（野木町、方墳、県史跡）
- 西原古墳（さくら市、円墳、県史跡）

### 群馬県
- 総社古墳群（前橋市）
  - 二子山古墳（前橋市、前方後円墳、国の史跡）
  - 宝塔山古墳（方墳、国の史跡）
  - 蛇穴山古墳（方墳、国の史跡、群馬県最後の古墳）
  - 遠見山古墳（前方後円墳、市史跡）
- 大室古墳群（前橋市）
  - 前二子古墳（前方後円墳、国史跡）
  - 中二子古墳（前方後円墳、国史跡）
  - 後二子古墳（前方後円墳、国の史跡）
  - 小二子古墳（前方後円墳、国の史跡）
- 朝倉・広瀬古墳群（国史跡2基、県史跡1基、市史跡3基、未指定約4基）
  - 八幡山古墳（国の史跡、東日本最大の前方後方墳）
  - 天川二子山古墳（前方後円墳、国の史跡）
  - 前橋天神山古墳（前方後円墳、県史跡）
  - 山王金冠塚古墳（前方後円墳、県史跡）
- 荒砥富士山古墳（前橋市、円墳、県史跡）
- 堀越古墳（円墳、県史跡）
- 月田古墳群（市史跡など）
  - 鏡手塚古墳（前方後円墳、県史跡）
  - 壇塚古墳（円墳、県史跡）
- お富士山古墳（伊勢崎市、前方後円墳、市史跡）
- 多田山古墳群（伊勢崎市、群集墳、ほぼ消滅）
- 山ノ上古墳（高崎市、円墳、国の特別史跡）
- 保渡田古墳群（高崎市、国の史跡）
  - 井出二子山古墳（前方後円墳）
  - 八幡塚古墳（前方後円墳）
  - 薬師塚古墳（前方後円墳）
- 綿貫古墳群（高崎市、国の史跡など）
  - 不動山古墳（前方後円墳、市の史跡）
  - 綿貫観音山古墳（前方後円墳、国の史跡、豊富な埴輪使用）
- 八幡二子塚古墳（高崎市、前方後円墳、市史跡）
- 平塚古墳（高崎市　前方後円墳）
- 八幡観音塚古墳（高崎市、前方後円墳、群馬県最後の前方後円墳といわれている。国史跡）
- 浅間山古墳（高崎市、前方後円墳、国の史跡）
- 大鶴巻古墳（高崎市、前方後円墳、国の史跡）
- 元島名将軍塚古墳（高崎市、前方後方墳、県史跡）
- しどめ塚古墳（高崎市、円墳、県史跡）
- 本郷大塚古墳（高崎市、前方後円墳、県内最古の前方後円墳とされている。）
- 安楽寺古墳（高崎市、円墳、県史跡）
- 太田天神山古墳（太田市、国の史跡、墳丘長210メートルで京都府以東最大の前方後円墳）
- 女体山古墳（太田市、国史跡、東日本最大の帆立貝形古墳）
- 稲荷山古墳 (太田市)（太田市、高校敷地内に所在。学校のシンボルとなっている。）
- 朝子塚古墳（太田市、前方後円墳、県史跡）
- 頼母子古墳（太田市、不明、消滅）
- 二ツ山古墳（太田市、前方後円墳、県史跡）
- 西山古墳（太田市、前方後円墳、県史跡）
- 北山古墳（太田市、円墳、県史跡）
- 鶴山古墳（太田市、前方後円墳、県史跡）
- 塚廻り古墳群（太田市、県史跡など）
  - 塚廻り4号墳（帆立貝形古墳、県史跡）
- 白石古墳群（藤岡市、国史跡他）
  - 白石稲荷山古墳（前方後円墳、国の史跡）
  - 七輿山古墳（前方後円墳、国の史跡）
  - 皇子塚古墳（円墳、県史跡）
  - 平井地区1号古墳（円墳、県史跡）
  - 伊勢塚古墳（八角墳、県史跡）
- 虚空蔵塚古墳（渋川市、円墳、県史跡）
- 中ノ峯古墳（渋川市、円墳、県史跡）
- 金井古墳（渋川市、円墳、市史跡）
- いなり塚古墳（渋川市、円墳、市史跡）
- 高塚古墳（榛東村、前方後円墳、県史跡）
- 中塚古墳（桐生市、円墳、県史跡）
- 笹森古墳（甘楽町、前方後円墳、県史跡）
- 北山茶臼山古墳（富岡市、円墳、市史跡）
- 簗瀬二子塚古墳（安中市、前方後円墳、国史跡）
- 三津屋古墳（吉岡町、八角墳、県史跡）
- 古海原前1号墳（大泉町、帆立貝形古墳、県史跡）
- 奈良古墳群（沼田市、円墳、市指定重要文化財）

### 埼玉県
- 埼玉古墳群（行田市、国の特別史跡）
  - 稲荷山古墳（前方後円墳）
  - 丸墓山古墳（円墳）
  - 二子山古墳（前方後円墳）
  - 愛宕山古墳（前方後円墳）
  - 鉄砲山古墳（前方後円墳）
  - 将軍山古墳（前方後円墳）
  - 瓦塚古墳（前方後円墳）
  - 奥の山古墳（前方後円墳）
  - 中の山古墳（前方後円墳）
- 吉見百穴（比企郡吉見町、横穴古墳、国の史跡）
- 小見真観寺古墳（行田市、前方後円墳、 国の史跡）
- 宮塚古墳（熊谷市、上円下方墳、国の史跡）
- 黒岩横穴墓群（比企郡吉見町、横穴古墳、県史跡）
- 天王山塚古墳（久喜市、前方後円墳、県史跡）
- 八幡山古墳（行田市、円墳、県史跡）
- 方墳大塚古墳（さいたま市、方墳・1958年 県史跡）
- 円墳大塚古墳（秩父郡皆野町、円墳、県史跡）
- 雷電塚古墳（坂戸市、前方後円墳、県史跡）
- 穴八幡古墳（比企郡小川町、方墳、県史跡）
- 塩古墳群（熊谷市、県史跡）
- 野本将軍塚古墳（東松山市、前方後円墳、県史跡）
- 地蔵塚古墳（行田市、方墳、装飾古墳、県史跡）
- 若宮八幡古墳（東松山市、円墳、県史跡）
- 熊野神社古墳（桶川市、円墳、県史跡）
- 鹿島古墳群（深谷市、県史跡）
- 真名板高山古墳（行田市、前方後円墳、県史跡）
- 長坂聖天塚古墳（児玉郡美里町、円墳、県史跡）
- 飯塚・招木古墳群（秩父市、県史跡）
- 金崎古墳群（秩父郡皆野町、県史跡）
- とうかん山古墳（熊谷市、前方後円墳、県史跡）
- 甲山古墳（熊谷市、円墳、県史跡）
- 天神山横穴墓群（比企郡滑川町、横穴古墳、県史跡）
- 権現山古墳群（ふじみ野市、県史跡）
- 柊塚古墳（朝霞市、前方後円墳、県史跡）
- 鷺山古墳（本庄市、前方後方墳、県史跡）

関連項目：埼玉県の古墳一覧（国、県史跡以外の古墳も含む）

### 千葉県
- 国府台古墳群（市川市国府台）
  - 明戸古墳（市川市国府台、前方後円墳）
  - 法皇塚古墳（市川市国府台、前方後円墳）
  - 弘法寺古墳（市川市真間、前方後円墳）
- 大覚寺山古墳（千葉市中央区、県史跡）
- 荒久古墳（千葉市中央区青葉町、市史跡）
- 北ノ作古墳（柏市、県史跡）
- 龍角寺古墳群（印旛郡栄町、国史跡）
  - 龍角寺岩屋古墳（方墳）
  - 浅間山古墳（最末期の前方後円墳）
  - 龍角寺101号墳（円墳）
- 八幡神社古墳（君津市、県史跡）
- 道祖神裏古墳（君津市、県史跡）
- 白山神社古墳（君津市、県史跡）
- 飯籠塚古墳（君津市、県史跡）
- 内裏塚古墳群（富津市）
  - 内裏塚古墳（5世紀前半、145メートルの前方後円墳、国史跡）
  - 三条塚古墳
  - 九条塚古墳
  - 割見塚古墳
  - 青木亀塚古墳
- 弁天山古墳（富津市、国史跡）
- 芝山古墳群（山武郡横芝光町、国史跡）
- 小川台古墳群（山武郡横芝光町小川台、出土品が町の有形文化財）
- 山倉古墳群（市原市西広6丁目、埼玉県生出塚埴輪窯跡の埴輪が出土、出土品が市の有形文化財）
- 稲荷台古墳群（市原市山田橋）
  - 稲荷台1号墳（市原市山田橋、王賜銘鉄剣出土、剣は市の有形文化財）
- 姉崎古墳群（市原市）
  - 姉崎二子塚古墳（県史跡）
  - 姉崎天神山古墳（県史跡）
- 神門古墳群（市原市惣社）
  - 神門5号墳（東日本最古級の古墳、県史跡）
- 我孫子古墳群
  - 水神山古墳（我孫子市、県史跡）
- 公津原古墳群（成田市、県史跡）
- 御前鬼塚古墳（旭市、県史跡）
- 北条塚古墳（香取郡多古町、県史跡）
- しゃくし塚古墳（香取郡多古町、県史跡）
- カンカンムロ横穴群（千葉県印旛郡酒々井町、町史跡）
- 墨小盛田古墳（千葉県印旛郡酒々井町）
- 大堤古墳群
  - 大堤権現塚古墳（山武市、県史跡）
  - 山室姫塚古墳（山武市、県史跡）
- 蕪木古墳群（山武市松尾町）
- 小池古墳群（山武郡芝山町）
  - 小池大塚古墳（山武郡芝山町小池）
- 山田・宝馬古墳群（山武郡芝山町山田・宝馬）
- 長柄横穴群（長生郡長柄町、国史跡）
- 能満寺古墳（長生郡長南町、県史跡）
- 油殿古墳群（長生郡長南町、県史跡）
- 祇園・長須賀古墳群（木更津市）
  - 金鈴塚古墳（木更津市、95メートル、前方後円墳、多種類の副葬品を持った最後の古墳、県史跡）
- 三ノ分目大塚山古墳（香取市、前方後円墳、市史跡）

### 東京都
- 白旗塚古墳（足立区、円墳、都史跡）
- 摺鉢山古墳（台東区、前方後円墳、上野恩賜公園内にある）
- 柴又八幡神社古墳（葛飾区、前方後円墳）
- 稲荷塚古墳（多摩市、八角墳、都史跡）
- 等々力渓谷横穴群（世田谷区、横穴墓、3号横穴は都史跡）
- 御岳山古墳（世田谷区、帆立貝形古墳、全長54メートル、都史跡）
- 荏原台古墳群（大田区田園調布から世田谷区野毛にかけて点在する）
  - 野毛大塚古墳（世田谷区野毛、玉川野毛公園 帆立貝式古墳、全長82メートル、都史跡）
  - 宝萊山古墳（大田区田園調布、多摩川台公園、前方後円墳、全長97メートル、都史跡）
  - 亀甲山古墳（大田区田園調布、多摩川台公園、前方後円墳、全長107メートル、国史跡）
  - 多摩川台古墳群（大田区田園調布、多摩川台公園、古墳時代後期、 前方後円墳1基と円墳7基とからなる古墳群）
  - 浅間神社古墳（大田区田園調布、浅間神社、前方後円墳、社殿が後円部上にある）
  - 観音塚古墳（大田区田園調布、東京都最後の前方後円墳、奈良県メスリ山古墳と同じ紡錘車形碧玉製品出土）
  - 鵜木大塚古墳（大田区雪谷大塚町、円墳、町名の起源、都旧跡）
- 芝丸山古墳（港区、全長125メートルの前方後円墳、都史跡）
- 武蔵府中熊野神社古墳（府中市、上円下方墳、国史跡）
- 北大谷古墳（八王子市、墳形不明、都旧跡）
- 天文台構内古墳（三鷹市、上円下方墳）
- 出山横穴墓群（三鷹市、横穴墓、8号墓は都史跡）
- 西谷戸横穴墓群（町田市、横穴墓、都史跡）
- 下三輪玉田谷戸横穴墓群（町田市、横穴墓、都史跡）
- 三輪白坂横穴墓群（町田市、横穴墓、市史跡）
- 坂西横穴墓群（日野市、横穴墓、都史跡）
- 狛江古墳群（狛江市の古墳群）
  - 兜塚古墳（狛江市、円墳、都史跡）
  - 亀塚古墳（狛江市、帆立貝式古墳）
- 大塚古墳（あきる野市、方墳、都旧跡）
- 瀬戸岡古墳群（あきる野市、都史跡）

### 神奈川県
- 馬絹古墳（川崎市宮前区、円墳、県史跡、石室に壁画）
- 西福寺古墳（川崎市高津区、県史跡、白井坂埴輪窯跡から埴輪が供給された古墳）
- 蟹ヶ谷古墳群（川崎市高津区蟹ケ谷、未指定）
- 塚越古墳（川崎市幸区塚越、円墳）
- 日吉・加瀬古墳群（川崎市幸区・横浜市港北区）
  - 加瀬台古墳群（川崎市幸区南加瀬・北加瀬、別名・夢見ヶ崎古墳群）
    - 白山古墳（前方後円墳、全長87メートルで川崎市内最大級、京都府椿井大塚山古墳と同じ鋳型で造られた三角縁神獣鏡出土）
    - 第六天古墳（円墳、消滅）

  - 日吉台古墳群（横浜市港北区）
    - 観音松古墳（前方後円墳、消滅、全長100メートルの神奈川県内最大級と推定されている）
    - 日吉矢上古墳（円墳・消滅）
    - 日吉台1-5号墳（2号墳、5号墳が現存）
- 箕輪洞谷横穴墓群（横浜市港北区）
- 綱島古墳（横浜市港北区、市史跡）
- カネ塚古墳（横浜市港北区）
- 大塚金剛神（横浜市港北区、篠原古墳とも。ただし古墳時代の古墳か否かは不明。）
- 朝光寺原古墳群（横浜市青葉区、消滅、出土品は横浜市有形文化財）
- 寺家古墳群（横浜市青葉区）
- 赤田古墳群（横浜市青葉区、消滅）
  - 赤田2号墳（東急田園都市線江田駅近くにある赤田西公園に復元展示）
- 稲荷前古墳群（横浜市青葉区、県史跡）
- 市ヶ尾横穴墓群（横浜市青葉区、横穴墓、県史跡）
- 荏子田横穴（横浜市青葉区、横穴墓、市史跡）
- 矢崎山古墳（横浜市都筑区荏田東、消滅）
- 上の山古墳群（横浜市都筑区仲町台、消滅）
- 北門古墳群（横浜市緑区十日市場町、埼玉県鴻巣市の生出塚埴輪窯跡から埴輪が供給された古墳群）
- 軽井沢古墳（横浜市西区南軽井沢、横浜市域における古墳時代最末期の前方後円墳）
- 上矢部町富士山古墳（横浜市戸塚区上矢部町、出土品は横浜市有形文化財）
- 富塚古墳（横浜市戸塚区）
- 室の木古墳（横浜市磯子区久木町、消滅）
- 上飯田天神山古墳（横浜市泉区上飯田町）
- 㹨川流域横穴墓群（鎌倉型横穴墓が特徴）
  - 松ヶ崎横穴墓群（横浜市港南区、横浜市登録地域史跡）
  - 七石山横穴墓群（横浜市栄区、横浜市登録地域史跡）
  - 正翁寺墓地裏横穴墓群（横浜市栄区）
  - 宮ノ前横穴墓群（横浜市栄区）
  - 中居丸山横穴墓群（横浜市栄区）
  - ひこしヶ谷横穴墓群（横浜市栄区）
- 当麻東原古墳（相模原市南区当麻、市史跡）
- 谷原古墳群
  - 当麻谷原古墳（相模原市南区当麻、別名・当麻谷原1号墳）
- 神光寺横穴墓群（藤沢市、市史跡）
- 真土大塚山古墳（平塚市、市指定重要文化財）
- 塚越古墳（平塚市）
- 堤十二天古墳群（茅ヶ崎市）
- 石神古墳（茅ヶ崎市）
- 長柄桜山古墳群（逗子市・葉山町、国史跡）
- 愛甲大塚古墳（厚木市）
- 地頭山古墳（厚木市）
- 登山古墳群（厚木市、出土品が県有形文化財）
- 桜土手古墳群（秦野市、群集墳、市史跡）
- 二子塚古墳（秦野市、前方後円墳、県史跡）
- 石田車塚古墳（伊勢原市・厚木市）
- 埒免古墳（伊勢原市、市指定有形文化財）
- 秋葉山古墳群（海老名市、国史跡）
- 瓢箪塚古墳（海老名市、前方後円墳）
- 大神塚古墳（寒川町、町指定重要文化財）
- 釜口古墳（大磯町、円墳、県史跡）
- 楊谷寺谷戸横穴群（大磯町、県史跡）

## 北陸地方

### 新潟県
- 観音平・天神堂古墳群（妙高市、前方後円墳、円墳、方墳など、国の史跡）
- 菅原古墳群（上越市、県史跡）
- 水科古墳群（上越市、群集墳、国の史跡）
- 宮口古墳群（上越市、群集墳、国の史跡）
- 蟻子山古墳群（南魚沼市、群集墳、県史跡）
- 飯綱山古墳群（南魚沼市、群集墳、県史跡）
- 菖蒲塚古墳（新潟市西蒲区、前方後円墳、国の史跡）
- 角田浜妙光寺山古墳（新潟市西蒲区、前方後円墳）
- 古津八幡山古墳（新潟市秋葉区、円墳、国の史跡）
- 緒立八幡宮古墳（新潟市西区、円墳、県史跡）
- 城の山古墳（胎内市、円墳、珍しいデザインの盤龍鏡出土。出土した歯より被葬者は10〜20代とみられる）
- 台ヶ鼻古墳（佐渡市、円墳、県史跡）
- 真野古墳群（佐渡市、前方後円墳ほか、県史跡）

### 富山県
- 勅使塚古墳（富山市、前方後方墳、国の史跡）
- 柳田布尾山古墳（氷見市、前方後方墳ほか、国の史跡）
- 桜谷古墳（高岡市、前方後方墳、国の史跡）
- 城ヶ平横穴古墳群（高岡市、横穴古墳、県史跡）
- 若宮古墳（小矢部市、前方後円墳、県史跡）
- 大塚古墳（射水市、円墳、県史跡）

### 石川県
- 徳田燈明山古墳（志賀町指定史跡名勝天然記念物）、能登最大規模の前方後円墳
- 須曽蝦夷穴古墳（七尾市、高句麗式の方墳、国の史跡）
- 院内勅使塚古墳（七尾市、方墳、県史跡）
- 上町マンダラ古墳群（七尾市、県史跡）
- 川田古墳群（鹿島郡中能登町・七尾市、中能登町指定史跡）
- 小田中古墳群（鹿島郡中能登町、宮内庁陵墓指定地、中能登町指定史跡）
- 雨の宮古墳群（鹿島郡中能登町、前方後方墳ほか、国の史跡）
- 柴垣古墳群（羽咋市、県史跡）
- 散田金谷古墳（羽咋郡宝達志水町、国の史跡）
- 能美古墳群（能美市）
  - 和田山・末寺山古墳群（国の史跡）
  - 秋常山古墳群（国の史跡、1号墳は北陸最大規模の前方後円墳）
- 河田山古墳群（小松市、市指定史跡)
- 狐山古墳（加賀市、前方後円墳、国の史跡）
- 法皇山横穴古墳（加賀市、横穴古墳、国の史跡）
- 宇気塚越一号墳（かほく市、県史跡）

### 福井県
- 日笠古墳群（若狭町）
  - 下船塚古墳（前方後円墳、国の史跡）
  - 上船塚古墳（前方後円墳、国の史跡）
- 脇袋古墳群（若狭町）
  - 中塚古墳（前方後円墳、国の史跡）
  - 上ノ塚古墳（前方後円墳、国の史跡）
  - 西塚古墳（前方後円墳、国の史跡）
- 十善の森古墳（若狭町、前方後円墳、県史跡）
- 王山古墳群（鯖江市、国の史跡）
- 兜山古墳（鯖江市、円墳、国の史跡）
- 長泉寺山古墳群（鯖江市、前方後円墳ほか、県史跡）
- 松岡古墳群（永平寺町、国の史跡）
  - 手繰ヶ城山古墳（前方後円墳）
  - 鳥越山古墳（前方後円墳）
  - 石舟山古墳（前方後円墳）
  - 二本松山古墳（前方後円墳）
- 春日山古墳（永平寺町、円墳、県史跡）
- 中郷古墳群（敦賀市、国の史跡）
- 穴地蔵古墳（敦賀市、円墳、県史跡）
- 立洞古墳2号墳（敦賀市、帆立貝形古墳、県史跡）
- 六呂瀬山古墳群（坂井市、前方後円墳ほか、国の史跡）
- 横山古墳群（あわら市・坂井市、県史跡）
- 椚古墳（あわら市、円墳、県史跡）
- 免鳥長山古墳（福井市、帆立貝形古墳、国の史跡）
- 御葺山古墳群（福井市、県史跡）
- お城山古墳（福井市、前方後円墳、県史跡）
- 足羽山古墳群（福井市、県史跡）
- 加茂古墳（小浜市、墳形不明、県史跡）
- 白鬚神社古墳（小浜市、前方後円墳、市史跡）
- 茶臼山古墳群（越前市、県史跡）
- 朝日山古墳群（越前町、県史跡）

## 甲信地方

### 山梨県
- 東山古墳群（甲府市）
  - 甲斐銚子塚古墳（甲信地方最大の前方後円墳、国の史跡）
  - 丸山塚古墳（円墳、国の史跡）
  - 大丸山古墳（前方後円墳、国の史跡）
- 加牟那塚古墳（甲府市、円墳、県史跡）
- 岡銚子塚古墳（笛吹市、前方後円墳、県史跡）
- 竜塚古墳（笛吹市、方墳、県史跡）
- 経塚古墳（笛吹市、八角墳、県史跡）
- 姥塚古墳（笛吹市、円墳、県史跡）
- 赤坂台古墳群（甲斐市）
  - 中秣塚古墳（円墳、県史跡）
- 大塚古墳（西八代郡市川三郷町、帆立貝形古墳、県史跡）
- 物見塚古墳（南アルプス市、帆立貝形古墳、県史跡）

### 長野県
- 弘法山古墳（松本市、前方後方墳、国の史跡）
- 針塚古墳（松本市、円墳、県史跡）
- 埴科古墳群（千曲市、国の史跡）
  - 森将軍塚古墳（前方後円墳）
  - 有明山将軍塚古墳（前方後円墳）
  - 倉科将軍塚古墳（前方後円墳）
  - 土口将軍塚古墳（前方後円墳）
- 川柳将軍塚古墳（長野市、前方後円墳、国の史跡）
- 姫塚古墳（長野市、前方後円墳、国の史跡）
- 大室古墳群（長野市、積石塚、国の史跡）
- 菅間王塚古墳（長野市、積石塚、県史跡）
- 桑根井空塚古墳（長野市、積石塚、県史跡）
- 三河田大塚古墳（佐久市、円墳、県史跡）
- 御猿堂古墳（飯田市、前方後円墳、県史跡）
- 馬背塚古墳（飯田市、前方後円墳、県史跡）
- 高岡第1号古墳（飯田市、前方後円墳、県史跡）
- 代田山狐塚古墳（飯田市、前方後方墳、県史跡）
- 飯沼天神塚古墳（飯田市、前方後円墳、県史跡）
- 松島王墓古墳（上伊那郡箕輪町、前方後円墳、県史跡）
- 中曽根親王塚古墳（東御市、方墳、県史跡）
- 下諏訪青塚古墳（下諏訪町、前方後円墳、県史跡）
- 八丁鎧塚古墳（須坂市、積石塚、県史跡）
- 七瀬二子塚古墳（中野市、前方後円墳、県史跡）
- 高遠山古墳（中野市、県内最古級の前方後円墳、県史跡）
- 勘介山古墳（飯山市、前方後方墳、県史跡）
- 庚申塚古墳（飯綱町、前方後方墳、全国で6例目となる格子目叩きの埴輪が出土）

## 東海地方

### 岐阜県
- 琴塚古墳（岐阜市、前方後円墳、国の史跡）
- 昼飯大塚古墳（大垣市、前方後円墳、国の史跡）
- こう峠口古墳（高山市、前方後円墳、県史跡）
- 赤保木古墳群（高山市、県史跡）
- 船来山古墳群（本巣市、一部国史跡）
- 宗慶大塚古墳（本巣市、前方後円墳、県史跡）
- 柄山古墳（各務原市、前方後円墳、県史跡）
- 坊の塚古墳（各務原市、前方後円墳、県史跡）
- 衣装塚古墳（各務原市、円墳、県史跡）
- 大伊木山西古墳（各務原市、円墳、市史跡）
- 大牧古墳群（各務原市、円墳と前方後円墳、市史跡）
  - 大牧1号墳（各務原市、円墳、市史跡）
  - ふな塚古墳（大牧9号墳）（各務原市、前方後円墳、市史跡）
- 狐塚の石棺（各務原市、石棺、市史跡）
- 金縄塚古墳（各務原市、円墳、市史跡）
- 御林古墳（各務原市、円墳、市史跡）
- 船山北古墳群（各務原市、円墳、市史跡）
- 三井山古墳（各務原市、円墳、市史跡）
- 村国古墳群（各務原市、円墳、市史跡）
- 次郎兵衛塚一号墳（可児市、方墳、県史跡）
- 長塚古墳（可児市、前方後円墳、国の史跡）
- 不孝寺塚古墳（可児市、円墳、県史跡）
- 羽崎中洞古墳（可児市、横穴墓、県史跡）
- 身隠山古墳群（可児市、県史跡）
  - 身隠山御嶽古墳（円墳）
  - 身隠山白山古墳（円墳）
- 熊野古墳（可児市、円墳、県史跡）
- 宝塚古墳（可児郡御嵩町、円墳、県史跡）
- 中切古墳（可児郡御嵩町、前方後円墳、県史跡）
- 山田横穴（可児郡御嵩町、横穴古墳、県史跡）
- 野古墳群（揖斐郡大野町、国の史跡）
- 象鼻山古墳群（養老郡養老町、1号墳は全国でも最古級の前方後方墳）
- 虎渓山一号古墳（多治見市、円墳、県史跡）
- 狐塚古墳（多治見市、円墳、県史跡）
- 乙塚古墳（土岐市、方墳、国の史跡）
- 段尻巻古墳（土岐市、円墳、国の史跡）
- 親ヶ谷古墳（垂井町、前方後円墳、町史跡）

### 静岡県
- 高尾山古墳（沼津市、前方後方墳）
- 浅間古墳（富士市、前方後方墳、国史跡）
- 伊勢塚古墳（富士市、円墳、県史跡）
- 琴平古墳（富士市、円墳、県史跡）
- 庚申塚古墳（富士市、県史跡、双方中方墳という全国でも希な墳形をしている）
- 新豊院山古墳群（磐田市、国史跡）
- 御厨古墳群（磐田市、 国史跡）
- 寺谷銚子塚古墳（磐田市、前方後円墳、国史跡）
- 米塚古墳群（磐田市、県史跡）
- 土器塚古墳（磐田市、円墳、県史跡）
- 堂山古墳群（磐田市）
- 賤機山古墳群
  - 賤機山古墳（静岡市葵区、円墳、国史跡）
- 谷津山古墳（静岡市葵区、前方後円墳）
- 三池平古墳（静岡市清水区、前方後円墳、県史跡、未盗掘で大量の副葬品が出土）
- 若王子古墳群 (藤枝市)（藤枝市、初期群集墳、県指定史跡）
- 赤門上古墳（浜松市浜名区、 県史跡）
- 陣座ヶ谷古墳（浜松市浜名区、県史跡）
- 光明山古墳（浜松市天竜区、県史跡）
- 向山古墳群（三島市、県史跡）
- 和田岡古墳群（掛川市、国史跡）
- 柏谷横穴群（田方郡函南町、横穴古墳、国史跡）
- 瓢箪山古墳（田方郡函南町、前方後円墳）
- 北江間横穴群（伊豆の国市、横穴古墳、国史跡）
- 大門大塚古墳（袋井市、県史跡）

### 愛知県
- 断夫山古墳（名古屋市熱田区、前方後円墳、国の史跡）
- 八幡山古墳（名古屋市昭和区、東海地方最大級の円墳、国の史跡）
- 志段味古墳群（名古屋市守山区、国の史跡）
  - 白鳥塚古墳（前方後円墳、国の史跡）
  - 白鳥古墳群（円墳）
    - 東谷山白鳥古墳（円墳、国の史跡）

  - 東大久手古墳（前方後円墳）
  - 西大久手古墳（前方後円墳）
  - 志段味大塚古墳（前方後円墳、国の史跡）
  - 尾張戸神社古墳（円墳、国の史跡）
  - 中社古墳（前方後円墳、国の史跡）
  - 南社古墳（円墳、国の史跡）
  - 勝手塚古墳（前方後円墳、国の史跡）
- 青塚古墳（犬山市、前方後円墳、国の史跡）
- 東之宮古墳（犬山市、前方後方墳、国の史跡）
- 妙感寺古墳（犬山市、前方後円墳、県史跡）
- 味美二子山古墳（春日井市、前方後円墳、国の史跡）
- 正法寺古墳（西尾市、前方後円墳、国の史跡）
- 桜井古墳群（安城市）
  - 姫小川古墳（前方後円墳、国の史跡）
  - 二子古墳（前方後方墳、国の史跡）
- 岩場古墳（西尾市、県史跡）
- 馬越長火塚古墳（豊橋市、前方後円墳、国の史跡）

### 三重県
- 宝塚古墳（松阪市、前方後円墳ほか、国の史跡）
- 向山古墳（松阪市、前方後方墳、国の史跡）
- 久保古墳（松阪市、円墳、県史跡）
- 波敷野古墳群（伊賀市）
- 石山古墳（伊賀市、前方後円墳）
- 御墓山古墳（伊賀市、前方後円墳、国の史跡）
- 車塚古墳（伊賀市、前方後円墳、県史跡）
- 猪田神社古墳（伊賀市、円墳、県史跡）
- 寺音寺古墳（伊賀市、前方後円墳、県史跡）
- 美旗古墳群（名張市、国の史跡）
- 琴平山古墳（名張市、前方後円墳、県史跡）
- 能褒野王塚古墳（亀山市、前方後円墳、現日本武尊墓）
- 白鳥塚古墳（鈴鹿市、帆立貝形古墳、県史跡）
- 富士山古墳群（鈴鹿市、帆立貝形古墳）
- 明合古墳（津市、双方中方墳、国の史跡）
- 岡南4号墳(津市、前方後円墳、市の史跡)
- 浜島古墳（志摩市、円墳、県史跡）
- おじょか古墳（志摩市、墳形不明、県史跡）
- 広古墳A群（四日市市、県史跡）
- 坂本古墳群（多気郡明和町、県史跡）
- 高倉山古墳（伊勢市、円墳、市の史跡）

## 近畿地方

### 滋賀県
- 神郷亀塚古墳（東近江市、日本最古級の前方後方墳、県史跡）
- 安土瓢箪山古墳（近江八幡市、前方後円墳、国の史跡）
- 鴨稲荷山古墳（高島市、前方後円墳、県史跡、男大迹（継体）に妃を出した有力豪族の墓とする説がある）
- 唐臼山古墳（大津市、古墳後期、被葬者を小野妹子とみる説がある）
- 皇子山古墳（大津市、前方後方墳、国の史跡）
- 春日山古墳群（大津市、国の史跡）
- 茶臼山古墳（大津市、、国の史跡）
- 子茶臼山古墳（大津市、国の史跡）
- 国分大塚古墳（大津市、市指定史跡）前方後円墳　6世紀中頃
- 雪野山古墳（東近江市、前方後円墳、未盗掘状態の石室が発掘され出土品多数）
- 大岩山古墳群（野洲市、国の史跡）
  - 甲山古墳（円墳）
  - 円山古墳（円墳）
  - 天王山古墳（前方後円墳）
  - 冨波古墳（前方後方墳）
  - 古冨波山古墳（円墳）
  - 大塚山古墳（帆立貝形古墳）
  - 亀塚古墳（前方後円墳）
  - 宮山2号墳（円墳）
- 古保利古墳群（長浜市、国の史跡）
- 勝堂古墳群（東近江市、県史跡）
- 荒神山古墳（彦根市、前方後円墳、国の史跡）
- あかね古墳群（東近江市）復元され古墳公園になっている。久保田山古墳（円墳）、天乞山古墳（方墳）

### 京都府
- 網野銚子山古墳（京丹後市、国の史跡、日本海側最大の前方後円墳で日本海沿岸三大古墳の一つ）
- 神明山古墳（京丹後市、前方後円墳、国の史跡、日本海沿岸三大古墳の一つ）
- 産土山古墳（京丹後市、円墳、国の史跡）
- 大田南古墳（京丹後市、大田南5号古墳から方格規矩四神鏡「青龍3年」（235年）銘）
- 作山古墳（与謝郡与謝野町、国の史跡）
- 白米山古墳（与謝郡与謝野町、前方後円墳、国の史跡）
- 蛭子山古墳（与謝郡与謝野町、前方後円墳、国の史跡、日本海沿岸三大古墳の一つ）
- 千歳車塚古墳（亀岡市、前方後円墳、国の史跡、被葬者を第43代元明天皇や倭彦王にあてる説がある）
- 私市円山古墳（綾部市、京都最大の円墳、国の史跡）
- 聖塚・菖蒲塚古墳（綾部市、方墳、国の史跡）
- 広峰15号墳（福知山市、「景初四年」年紀銘をもつ盤龍鏡出土、前方後円墳）
- 久津川車古墳群（城陽市）
  - 久津川車塚・丸塚古墳（前方後円墳、国の史跡）
  - 芝ヶ原古墳（前方後方墳、国の史跡）
- 上人ヶ平古墳群（木津川市）（上人ヶ平遺跡内にて発掘された古墳群、奈良時代の瓦工房跡も出土）
- 椿井大塚山古墳（木津川市）（前方後円墳、国の史跡、大量の三角縁神獣鏡等などが出土）
- 吐師七ッ塚古墳（木津川市）（帆立貝式古墳、7基あったが現存するのは3基のみ）
- 乙訓古墳群（京都市・向日市・長岡京市・乙訓郡大山崎町、国の史跡）
  - 天皇の杜古墳（京都市西京区、前方後円墳、国の史跡、文徳天皇御陵と伝えられた）
  - 寺戸大塚古墳（向日市、国の史跡）
  - 五塚原古墳（向日市、国の史跡）
  - 元稲荷古墳（向日市、国の史跡）
  - 物集女車塚古墳（向日市、国の史跡）
  - 恵解山古墳（長岡京市、前方後円墳、国の史跡）
  - 鳥居前古墳（乙訓郡大山崎町、国の史跡）
- 大覚寺古墳群（京都市右京区）
  - 円山古墳（円墳、円山陵墓参考地として宮内庁管理）
  - 入道塚古墳（方墳、入道塚陵墓参考地として宮内庁管理）
- 嵯峨野・太秦古墳群（京都市右京区）
  - 蛇塚古墳（巨大な横穴式石室をもつ前方後円墳、国の史跡）
  - 天塚古墳（前方後円墳、国の史跡）
  - 垂箕山古墳（前方後円墳、仲野親王陵として宮内庁管理）
  - 太秦三尾古墳（円墳、現文徳天皇陵として宮内庁管理）
- 御廟野古墳（京都市山科区、上円下方墳、天智天皇山科陵として宮内庁管理）
- 大住車塚古墳（京田辺市、前方後方墳、国の史跡）
- 植田大塚古墳（精華町）（円墳）
- 丸山古墳（精華町）（円墳もしくは前方後円墳、伝野見宿禰塚）

### 大阪府
- 百舌鳥古墳群（堺市）
  - 大仙陵古墳（堺区、仁徳天皇百舌鳥耳原中陵、前方後円墳、墳丘長525メートルで世界最大の墓の一つ）
  - 田出井山古墳（堺区、前方後円墳、反正天皇百舌鳥耳原北陵）
  - 百舌鳥大塚山古墳（堺区、前方後円墳、墳丘長168メートルで戦後消滅した古墳中最大）
  - 乳岡古墳（堺区、前方後円墳、国の史跡）
  - 長塚古墳（堺区、前方後円墳、国の史跡）
  - 丸保山古墳（堺区、前方後円墳、前方部・周堀は国の史跡、後円部は仁徳陵陪塚として宮内庁管理）
  - 収塚古墳（堺区、前方後円墳、国の史跡）
  - 文珠塚古墳（堺区、前方後円墳、国の史跡）
  - 塚廻古墳（堺区、円墳、国の史跡）
  - 上石津ミサンザイ古墳（西区、履中天皇百舌鳥耳原南陵、前方後円墳、墳丘長365メートルで全国で3番目の規模）
  - 土師ニサンザイ古墳（北区、前方後円墳、東百舌鳥陵墓参考地、墳丘長288メートルで全国で8番目の規模）
  - 御廟山古墳（北区、前方後円墳、百舌鳥陵墓参考地）
  - いたすけ古墳（北区、前方後円墳、国の史跡）
- 古市古墳群（羽曳野市・藤井寺市）
  - 誉田御廟山古墳（羽曳野市、前方後円墳、応神天皇 恵我藻伏崗陵、墳丘長約425メートルで全国で2番目の規模）
  - 二ツ塚古墳（羽曳野市、前方後円墳、誉田御廟山古墳に食い込むように隣接する）
  - 墓山古墳（羽曳野市、前方後円墳、国の史跡）
  - 軽里大塚古墳（羽曳野市、前方後円墳、景行天皇皇子日本武尊 白鳥陵）
  - 高屋築山古墳（羽曳野市、前方後円墳、安閑天皇 古市高屋丘陵）
  - 白髪山古墳（羽曳野市、前方後円墳、清寧天皇 河内坂門原陵）
  - 峯ヶ塚古墳（羽曳野市、前方後円墳、国の史跡）
  - 小白髪山古墳（羽曳野市、前方後円墳、河内坂門原陵陪塚）
  - 向墓山古墳（羽曳野市、方墳、恵我藻伏崗陵陪塚向墓）
  - 島泉丸山古墳（羽曳野市、円墳、雄略天皇 丹比高鷲原陵）
  - 仲ツ山古墳（藤井寺市、前方後円墳、応神天皇皇后 仲姫命仲津山陵、墳丘長286メートルで全国で9番目の規模）
  - 岡ミサンザイ古墳（藤井寺市、前方後円墳、仲哀天皇 恵我長野西陵）
  - 市ノ山古墳（藤井寺市、前方後円墳、允恭天皇 恵我長野北陵）
  - 津堂城山古墳（藤井寺市、前方後円墳、国の史跡（後円部墳頂のみ藤井寺陵墓参考地））
  - 野中宮山古墳（藤井寺市、前方後円墳）
  - 古室山古墳（藤井寺市、前方後円墳、国の史跡）
  - ボケ山古墳（藤井寺市、前方後円墳、仁賢天皇 埴生坂本陵）
  - 大鳥塚古墳（藤井寺市、前方後円墳、国の史跡）
  - はざみ山古墳（藤井寺市、前方後円墳、国の史跡）
  - 鉢塚古墳（藤井寺市、前方後円墳、国の史跡）
  - 鍋塚古墳（藤井寺市、方墳、国史跡）
  - 三ツ塚古墳（藤井寺市、修羅が出土）
    - 八島塚古墳（方墳、仲津山陵陪塚）
    - 中山塚古墳（方墳、仲津山陵陪塚）
    - 助太山古墳（方墳、国の史跡）

  - 野中古墳（藤井寺市、方墳、国の史跡）
  - 赤面山古墳（藤井寺市、方墳、国の史跡）
  - 青山古墳（藤井寺市、円墳、国の史跡）
  - 蕃所山古墳（藤井寺市、円墳、国の史跡）
  - 河内大塚山古墳（松原市、前方後円墳、大塚陵墓参考地、墳丘長335メートルで全国5番目の規模）
- 御旅山古墳（おたびやま）（羽曳野市、前方後円墳、銅鏡22面出土、土砂採取工事で消滅）
- 観音塚古墳（羽曳野市、円墳、国の史跡）
- 高井田横穴墓群（柏原市、横穴古墳、国の史跡）
- 松岳山古墳（柏原市、前方後円墳、国の史跡）
- 帝塚山古墳（大阪市住吉区、伝大伴金村の墓、前方後円墳、国の史跡）
- 茶臼山古墳（大阪市天王寺区、府史跡、古墳ではない可能性がある）
- 三島野古墳群
  - 今城塚古墳（高槻市、前方後円墳、国の史跡、真の継体天皇陵?）
  - 安満宮山古墳（高槻市、長方形墳、「青龍三年」年紀銘をもつ鏡出土）
  - 太田茶臼山古墳（茨木市、前方後円墳、伝継体天皇陵）
- 闘鶏山古墳（つげやま）（高槻市、国の史跡、未盗掘であることが確認された）
- 阿武山古墳（高槻市・茨木市、国の史跡、被葬者を藤原鎌足とする説がある）
- 新芦屋古墳（吹田市、方墳、横穴式木室の中に石棺が納められている全国で唯一の例）
- 山畑古墳群（東大阪市）
- 楽音寺・大竹古墳群（八尾市）
  - 心合寺山古墳（前方後円墳、国の史跡）
- 桜塚古墳群（豊中市、国の史跡）
- 黒姫山古墳（堺市美原区、前方後円墳、国の史跡）
- 和泉黄金塚古墳（和泉市、前方後円墳、国の史跡）
- 地蔵堂丸山古墳（貝塚市、前方後円墳、国の史跡）
- 摩湯山古墳（岸和田市、前方後円墳、国の史跡）
- 淡輪ニサンザイ古墳（泉南郡岬町、前方後円墳、伝五十瓊敷入彦命墓）
- 西陵古墳（泉南郡岬町、前方後円墳、国の史跡）
- お亀石古墳（富田林市、方墳、国の史跡）
- 金山古墳（南河内郡河南町、双円墳、国の史跡）
- 一須賀古墳群（南河内郡河南町、国の史跡）
- 二子塚古墳（南河内郡太子町、双方墳、国の史跡）
- 春日向山古墳（南河内郡太子町、宮内庁治定天皇陵）
- 牧野車塚古墳（枚方市、前方後円墳、国の史跡）
- 禁野車塚古墳（枚方市、前方後円墳、国の史跡）

### 兵庫県
- 西求女塚古墳（神戸市灘区、前方後方墳、国の史跡）
- 処女塚古墳（神戸市東灘区、前方後方墳、国の史跡）
- 五色塚古墳（神戸市垂水区、前方後円墳、国の史跡）
- 小壷古墳（神戸市垂水区、円墳、国の史跡）
- 吉田王塚古墳（神戸市西区、前方後円墳、玉津陵墓参考地）
- 日岡陵（加古川市、播磨稲日大郎姫の陵に治定）
- 西条古墳群（加古川市、国の史跡）
  - 行者塚古墳（前方後円墳、4つの造出をもつ）
  - 人塚古墳（円墳）
  - 尼塚古墳（円墳）
- 平荘湖古墳群（加古川市）
  - 池尻2号墳
  - カンス塚古墳
  - 升田山15号墳（円墳）
- 玉丘古墳群（加西市、国の史跡）
- 瓢塚古墳（姫路市、国の史跡）
- 壇場山古墳（姫路市、前方後円墳、国の史跡）
- 山之越古墳（姫路市、方墳、国の史跡）
- みかんのへた山古墳（赤穂市、円墳、県史跡）
- 箕谷2号墳（養父市、円墳、「戊辰年五月中」銘の鉄刀が出土、国の史跡）
- 茶すり山古墳（朝来市、円墳、国の史跡）
- 池田古墳（朝来市、前方後円墳、県史跡）
- ヨゴレババ古墳群（豊岡市、市指定史跡）
- 中山荘園古墳（宝塚市、国の史跡、張り出し付き八角墳という特異な形態をしている）
- 白鳥塚古墳（宝塚市、円墳または方墳、県史跡）
- 吉島古墳（たつの市、国の史跡）
- 御願塚古墳（伊丹市、帆立貝形古墳、県史跡）

### 奈良県
- 奈良市
  - 佐紀盾列古墳群
    - ウワナベ古墳（前方後円墳、宇和奈辺陵墓参考地）
    - 五社神古墳（前方後円墳、現神功陵）
    - コナベ古墳（前方後円墳、小奈辺陵墓参考地）
    - 市庭古墳（前方後円墳、現平城陵）
    - 宝来山古墳（前方後円墳、現垂仁陵）
    - 佐紀石塚山古墳（前方後円墳、現成務陵）
    - 佐紀陵山古墳（前方後円墳、現日葉酢媛陵）
    - 佐紀高塚古墳（前方後円墳、現称徳陵）
    - ヒシアゲ古墳（前方後円墳、現磐之媛陵）
    - 塩塚古墳（前方後円墳、国の史跡）
    - 佐紀瓢箪山古墳（前方後円墳、国の史跡）

  - 石のカラト古墳（上円下方墳、国の史跡、京都府木津川市にまたがる）
  - 鶯塚古墳（前方後円墳、国の史跡）
  - 吉備塚古墳（奈良教育大学キャンパス内の円墳もしくは前方後円墳。吉備真備の墓とも）
  - 三陵墓古墳群
    - 三陵墓西古墳（円墳、県の史跡）
    - 三陵墓東古墳（前方後円墳、県の史跡）
    - 南古墳（円墳、県の史跡）

  - 杉山古墳（前方後円墳、国の史跡）
  - 富雄丸山古墳（円墳としては日本最大の直径109メートル、国内最大かつ最古の蛇行剣が出土）
  - 念仏寺山古墳（前方後円墳、現開化陵）
  - 野神古墳（前方後円墳、市史跡）
- 天理市
  - 大和古墳群
    - 中山大塚古墳（前方後円墳、県史跡）
    - 西殿塚古墳（前方後円墳、現手白香皇女陵）
    - 下池山古墳（前方後方墳、県史跡）
    - 西山塚古墳（前方後円墳、真の手白香皇女陵?）
    - 波多子塚古墳（前方後方墳）
    - ヒエ塚古墳（前方後円墳）
    - ノムギ古墳（前方後方墳、国の史跡）
    - マバカ古墳（前方後円墳）

  - 柳本古墳群
    - 行燈山古墳（前方後円墳、現崇神陵）
    - 渋谷向山古墳（前方後円墳、現景行陵、墳丘長302メートルで全国で8番目の規模）
    - 黒塚古墳（前方後円墳、国の史跡、33面の三角縁神獣鏡が出土した）
    - 櫛山古墳（双方中円墳、国の史跡）
    - 大和天神山古墳（前方後円墳、県史跡）

  - 杣之内古墳群
    - 西山古墳（最大の前方後方墳、国の史跡、前方後方墳の上に前方後円墳がのる特異な形態をしている）

  - 東大寺山古墳群
    - 東大寺山古墳（前方後円墳、「中平」（184年 - 189年の期間）の年号を持つ鉄刀出土、柄飾りに建物模様）
    - 赤土山古墳（前方後円墳、国の史跡）
- 桜井市
  - 纒向古墳群（箸中古墳群、最初期の古墳群、国の史跡）
    - 纒向勝山古墳（纒向型前方後円墳）
    - 纒向矢塚古墳（纒向型前方後円墳）
    - 纒向石塚古墳（纒向型前方後円墳）
    - 東田大塚古墳（纒向型前方後円墳）
    - ホケノ山古墳（纒向型前方後円墳）
    - 箸墓古墳（前方後円墳、現倭迹迹日百襲姫命陵、卑弥呼の墓か）

  - 茅原大墓古墳（帆立貝形古墳、国の史跡）
  - 鳥見山古墳群
    - メスリ山古墳（前方後円墳、国の史跡）
    - 桜井茶臼山古墳（前方後円墳、国の史跡）

  - 谷首古墳（方墳、県史跡）
  - 文殊院西古墳（円墳、国の特別史跡）
  - 文殊院東古墳（方墳、県史跡）
  - 赤坂天王山古墳（方墳、国の史跡、真の崇峻天皇陵?）
  - 艸墓古墳（方墳、国の史跡）
  - 花山塚古墳（円墳、国の史跡）
  - 珠城山古墳（前方後円墳、国の史跡）
  - ムネサカ古墳（円墳、県史跡）
  - 越塚古墳（円墳、県史跡）
  - 兜塚古墳（前方後円墳、市史跡）
  - コロコロ山古墳（方墳、市史跡）
- 大和郡山市
  - 小泉大塚古墳（前方後円墳、県史跡）
  - 郡山新木山古墳（前方後円墳、郡山陵墓参考地）
  - 笹尾古墳（円墳）
  - 額田部狐塚古墳（前方後円墳）
  - 松山古墳（２段築成の円墳）
  - 六道山古墳（前方後円墳）
  - 割塚古墳（円墳、市史跡）
- 橿原市
  - 菖蒲池古墳（方墳、国の史跡、特異な形態の家形石棺）
  - 見瀬丸山古墳（前方後円墳、国の史跡（後円部頂のみ陵墓参考地）、墳丘長318メートルで全国で6番目の規模）
  - 新沢千塚古墳群（国の史跡）
  - 植山古墳（長方墳、国の史跡、推古天皇・竹田皇子合葬墓か）
  - 小谷古墳（墳形不明、県史跡）
  - 桝山古墳（全国最大の方墳、現倭彦命陵）
  - 沼山古墳 （円墳、市史跡）
- 葛城市
  - 二塚古墳（前方後円墳、国の史跡）
  - 屋敷山古墳（前方後円墳、国の史跡）
- 高市郡高取町
  - 市尾墓山古墳（前方後円墳、国の史跡）
  - 市尾宮塚古墳（前方後円墳、国の史跡）
  - 与楽古墳群（英語版）（国の史跡）
    - 与楽鑵子塚古墳（円墳）
    - 寺崎白壁塚古墳（方墳）
    - 与楽カンジョ古墳（方墳）
- 高市郡明日香村
  - 石舞台古墳（方墳、国の特別史跡、蘇我馬子の墓か）
  - 都塚古墳（方墳、蘇我稲目の墓か）
  - 高松塚古墳（円墳、装飾古墳、国の特別史跡）
  - キトラ古墳（円墳、装飾古墳、国の特別史跡）
  - 野口王墓古墳（八角墳、天武・持統合葬陵）
  - 牽牛子塚古墳（八角墳、国の史跡、真の斉明天皇陵?）
  - 越塚御門古墳（方墳または八角墳、国の史跡、被葬者は大田皇女との説がある。）
  - 中尾山古墳（八角墳、国の史跡、真の文武天皇陵?）
  - 岩屋山古墳（方墳または八角墳、国の史跡、真の斉明天皇陵?）
  - マルコ山古墳（六角墳、国の史跡、被葬者は川島皇子との説がある）
  - 梅山古墳（前方後円墳、現欽明陵）
  - 栗原塚穴古墳（方墳、現文武陵）
  - 真弓鑵子塚古墳（円墳）
  - ヒヅメ金塚古墳（方墳）
- 生駒郡斑鳩町
  - 藤ノ木古墳（円墳、国の史跡、未盗掘で多数の副葬品出土）
  - 烏土塚古墳（前方後円墳、国の史跡）
  - 舟塚古墳（円墳、法隆寺の観光バス駐車場にある植え込み）
- 磯城郡川西町
  - 島の山古墳（前方後円墳、国の史跡）
- 北葛城郡広陵町
  - 牧野古墳（円墳、国の史跡）
- 河合町・広陵町・大和高田市
  - 馬見古墳群
    - 川合大塚山古墳（前方後円墳、大塚山古墳群として国の史跡）
    - ナガレ山古墳（前方後円墳、国の史跡）
    - 佐味田宝塚古墳（前方後円墳、家屋文鏡出土、背面に4つの建物図）
    - 新山古墳（前方後円墳、銅鏡34面出土、陵墓参考地）
    - 新木山古墳（前方後円墳、陵墓参考地）
    - 巣山古墳（前方後円墳、国の特別史跡）
    - 築山古墳（前方後円墳、陵墓参考地）
- 御所市
  - 室大墓古墳（前方後円墳、国の史跡）
  - 巨勢山古墳群（国の史跡）
  - 水泥古墳（円墳、国の史跡、家型石棺の縄掛突起に蓮華文が彫られている）

### 和歌山県
- 岩橋千塚古墳群（群集墳、和歌山市、国の特別史跡）
  - 大日山35号墳（前方後円墳）
  - 将軍塚古墳（前方後円墳）
  - 井辺八幡山古墳（前方後円墳）
- 大谷古墳（和歌山市、前方後円墳、国の史跡）
- 車駕之古址古墳（和歌山市、前方後円墳、県史跡、金の勾玉が出土した）
- 下里古墳（那智勝浦町、前方後円墳、国の史跡）
- 女良古墳(海南市、円墳、県の史跡)

## 中国地方

### 鳥取県
- 布勢古墳（鳥取市、前方後円墳、国の史跡）
- 本高古墳群（鳥取市、14号墳は山陰最古の古墳）
- 梶山古墳（鳥取市、彩色壁画のある変形八角墳、国の史跡、麻績王の墓か）
- 新井の石舟古墳（鳥取市、円墳、二位尼の墓との伝承あり）
- 北山古墳（東伯郡湯梨浜町、国の史跡、山陰地方最大級の前方後円墳 全長110メートル）
- 三明寺古墳（倉吉市、円墳、国の史跡、山陰最大級の横穴式石室）
- 阿弥大寺古墳群（倉吉市、国の史跡）
- 橋津古墳群（東伯郡湯梨浜町、国の史跡）
- 向山古墳群（米子市、国の史跡）
  - 石馬谷古墳（前方後円墳、本州唯一の石馬が出土）

### 島根県
- 荒島古墳群（安来市、国の史跡）
- 岩舟古墳（安来市、墳形不明、国の史跡、特殊な構造の石室）
- 仲仙寺古墳群（安来市、国の史跡）
- 安部谷古墳（松江市、横穴古墳、国の史跡）
- 石屋古墳（松江市、方墳、国の史跡）
- 岩屋寺跡古墳（松江市、横穴古墳、国の史跡）
- 大庭鶏塚古墳（松江市、方墳、国の史跡）
- 岡田山古墳（松江市、国の史跡、1号墳から「額田部臣」銘大刀出土）
- 金崎古墳群（松江市、国の史跡）
- 丹花庵古墳（松江市、方墳、国の史跡）
- 徳連場古墳（松江市、円墳、国の史跡）
- 山城二子塚古墳（松江市、前方後方墳、国の史跡）
- 山代方墳（松江市、方墳、国の史跡）
- 上塩冶地蔵山古墳（出雲市、円墳、国の史跡）
- 上塩冶築山古墳（出雲市、円墳、国の史跡）
- 国富中村古墳（出雲市、円墳、国の史跡）
- 上島古墳（出雲市、円墳、国の史跡）
- 今市大念寺古墳（出雲市、前方後円墳、国の史跡）
- 宝塚古墳（出雲市、墳形不明、国の史跡）
- 西谷墳墓群（出雲市、四隅突出型墳墓、国の史跡）
- 神原神社古墳（雲南市、方墳、景初3年（239年）銘の三角縁神獣鏡出土）
- 周布古墳（浜田市、前方後円墳、国の史跡）
- スクモ塚古墳（益田市、円墳または前方後円墳、国の史跡）

### 岡山県
- 造山古墳（岡山市北区、前方後円墳、国の史跡、全国第4位の規模で天皇陵ではない古墳としては最大）
- 千足古墳（岡山市北区、前方後円墳、造山古墳の陪塚として国の史跡）
- 中山茶臼山古墳（岡山市北区、吉備津彦命陵、前方後円墳）
- 尾上車山古墳（岡山市北区、前方後円墳、国の史跡）
- 小盛山古墳（岡山市北区、全国で2番目に大きい円墳）
- 牟佐大塚古墳（岡山市北区、円墳、国の史跡、岡山県下三大巨石墳の一つ）
- 神宮寺山古墳（岡山市北区、前方後円墳、国の史跡）
- 浦間茶臼山古墳（岡山市東区、前方後円墳、国の史跡）
- 備前車塚古墳（岡山市中区、前方後方墳、三角縁神獣鏡11面を含む合計13面の中国鏡が出土）
- 作山古墳（総社市、前方後円墳、国の史跡、全国第9位の規模）
- こうもり塚古墳（総社市、前方後円墳、国の史跡、岡山県下三大巨石墳の一つ）
- 角力取山古墳（総社市、方墳）
- 一丁ぐろ古墳群（総社市秦、4基以上、4世紀前半）
  - 一丁ぐろ1号墳（前方後方墳、74メートル以上、岡山県内第2位）
- 箭田大塚古墳（倉敷市、円墳、国の史跡、岡山県下三大巨石墳の一つ）
- 両宮山古墳（赤磐市、前方後円墳、国の史跡）
- 鶴山丸山古墳（備前市、円墳、国の史跡、複雑な彫刻を有する家形石棺と30面の銅鏡出土）
- 築山古墳（瀬戸内市、前方後円墳、県史跡）
- 四つ塚古墳群（真庭市、円墳、国の史跡）
- 月の輪古墳（久米郡美咲町、円墳、県史跡）
- 美和山古墳群（津山市、国の史跡、戦国期には立石氏の美和山城があった）
- 三成古墳（津山市、前方後方墳、国の史跡）
- 大谷・定古墳群（真庭市、国の史跡）

### 広島県
- 三ツ城古墳（東広島市、前方後円墳、国の史跡）
- 浄楽寺・七ツ塚古墳群（三次市、国の史跡、広島県立みよし風土記の丘にある）
- 糸井大塚古墳（三次市、帆立貝形古墳、県史跡）
- 岩脇古墳（三次市、円墳、県史跡）
- 二子塚古墳（福山市、備後地方最大の前方後円墳、国の史跡、全国的にも例のないデザインの双龍環頭柄頭が出土した）
- 御年代古墳（三原市、円墳、国の史跡）
- 中小田古墳群（広島市安佐北区、国の史跡）

### 山口県
- 大日古墳（防府市、前方後円墳または円墳、国の史跡）
- 柳井茶臼山古墳（柳井市、前方後円墳、国の史跡、径44.8センチメートルの大型ぼう製鏡出土）
- 仁馬山古墳（下関市、前方後円墳、国の史跡）
- 見島ジーコンボ古墳群（萩市、国の史跡、防人の墓か）
- 塔ノ尾古墳（防府市、桑山 1785年長州藩主の納涼亭造営工事で発見、金銅製飾履など稀少な遺物が出土。） 出展 山口県の古代遺跡Ⅱ古墳編

## 四国地方

### 徳島県
- 鳴門板野古墳群（徳島市、国の史跡、弥生時代から古墳時代前期の円墳・前方後円墳から成る古墳群、萩原2号墓（大麻町萩原）、天河別神社古墳群（大麻町池谷）、宝幢寺古墳（大麻町池谷）、大代古墳（大津町大代））
- 渋野丸山古墳（徳島市、国の史跡、徳島県で最大の前方後円墳）
- 天河別神社古墳群（鳴門市、県史跡）
- 池谷宝幢寺古墳（鳴門市、前方後円墳、県史跡）
- 大代古墳（鳴門市、前方後円墳、県史跡）
- 愛宕山古墳（板野郡板野町、前方後円墳、県史跡）
- 段の塚穴（美馬市、円墳、国の史跡）
  - 太鼓塚古墳
  - 棚塚古墳
- 野村八幡古墳（美馬市、円墳、県史跡）
- 大里古墳（海部郡海陽町、円墳、県史跡）
- 丹田古墳（三好郡東みよし町、前方後円墳または前方後方墳、積石塚、国の史跡）
- 弁慶の岩屋（小松島市、墳形不明、県史跡、巨石使用の石室が露出している）

### 香川県
- 石清尾山古墳群（高松市、積石塚、国の史跡）
  - 猫塚古墳（双方中円墳）
- 富田茶臼山古墳（さぬき市、前方後円墳、国の史跡、四国最大）
- 大野原古墳群（観音寺市）
  - 椀貸塚古墳（円墳、県史跡）
  - 角塚古墳（方墳、県史跡）
  - 平塚古墳（円墳、県史跡）
- 有岡古墳群（善通寺市、前方後円墳ほか、国の史跡）
- 赤岡山古墳（観音寺市、円墳、県史跡）
- 快天山古墳（丸亀市、前方後円墳、国の史跡）
- 陣の丸古墳（丸亀市、前方後円墳ほか、県史跡）
- 盛土山古墳（仲多度郡多度津町、円墳、県史跡）

### 愛媛県
- 宇摩向山古墳（四国中央市、最大級の長方墳、国の史跡）
- 東宮山古墳（四国中央市、円墳または前方後円墳、妻鳥陵墓参考地）
- 葉佐池古墳（松山市、前方後円墳、国の史跡）
- 八ツ塚群集古墳（松山市、円墳・方墳、市史跡）
- 妙見山古墳（今治市、前方後円墳、国の史跡）
- 多伎神社古墳群（今治市、県史跡）
- 牛神古墳（今治市、円墳、市史跡）
- 野々瀬古墳群（今治市）
  - 七間塚古墳（県史跡）
  - 五間塚古墳（円墳、市史跡）
- 樹之本古墳（今治市、円墳、市史跡）
- 一本松古墳（今治市、円墳）
- 正月鼻古墳群（今治市、市史跡）
- 日高鯨山の古墳（今治市、前方後円墳もしくは円墳、県史跡）
- 藤崎古墳（今治市、市史跡）
- 郷桜井大塚東塚古墳（今治市、円墳）
- 相の谷古墳群（今治市）
- 船山古墳群（西条市、県史跡）
- 大下田古墳群（砥部町、県史跡）
- 向井古墳（東温市、市史跡）

### 高知県
- 朝倉古墳（高知市、円墳、県史跡）
- 小蓮古墳（南国市、円墳、県史跡）
- 明見彦山古墳群（南国市、市史跡）
- 田ノ口古墳（黒潮町、墳形不明、県史跡）
- 平田曽我山古墳（宿毛市、前方後円墳、市史跡）

## 九州・沖縄地方

### 福岡県
- 福岡地方
  - 今宿古墳群（福岡市西区、国の史跡）
    - 丸隈山古墳（前方後円墳）
    - 大塚古墳（前方後円墳）
    - 鋤崎古墳（前方後円墳）
    - 飯氏二塚古墳（前方後円墳）
    - 兜塚古墳（前方後円墳）
    - 山ノ鼻一号墳（前方後円墳）
    - 若八幡宮古墳（前方後円墳）

  - 那珂八幡古墳（福岡市博多区、出現期の前方後円墳、京都府椿井大塚山古墳の同笵鏡が出土）
  - 老司古墳（福岡市南区、前方後円墳、国の史跡、三角縁神獣鏡を含む銅鏡10面出土）
  - 桜京古墳（宗像市、前方後円墳、装飾古墳、国の史跡）
  - 日拝塚古墳（春日市、前方後円墳、国の史跡）
  - 小田茶臼塚古墳（朝倉市、前方後円墳、国の史跡）
  - 五郎山古墳（筑紫野市、円墳、装飾古墳、国の史跡）
  - 津屋崎古墳群（福津市、国の史跡）
    - 宮地嶽大塚古墳（円墳、巨石で造られた壮大な横穴式石室）
    - 新原・奴山古墳群（福津市、国の史跡、「神宿る島」宗像・沖ノ島と関連遺産群の構成資産として古墳では国内初の世界遺産）
    - 勝浦高原古墳群
    - 勝浦古墳群
    - 生家古墳群
    - 大石岡ノ谷古墳群
    - 須多田古墳群
    - 宮司古墳群
    - 手光湯ノ浦古墳群
    - 手光波切不動古墳

  - 仙道古墳（朝倉郡筑前町、円墳、装飾古墳、国の史跡）
  - 焼ノ峠古墳（朝倉郡筑前町、前方後方墳、国の史跡）
  - 七夕池古墳（糟屋郡志免町、円墳、国の史跡、被葬者は女性とみられる）
  - 相島積石塚群（糟屋郡新宮町、国の史跡）
  - 光正寺古墳（糟屋郡宇美町、前方後円墳、国の史跡）
  - 一貴山銚子塚古墳（糸島市、前方後円墳、国の史跡、三角縁神獣鏡8面を含む銅鏡10面出土）
  - 釜塚古墳（糸島市、円墳、国の史跡）
  - 曽根遺跡群（糸島市、国の史跡）
    - ワレ塚古墳（前方後円墳）
    - 銭瓶塚古墳（前方後円墳）
    - 狐塚古墳（円墳）

  - 船原古墳（古賀市、円墳、国の史跡）

- 北九州地方
  - 穴ヶ葉山古墳（築上郡上毛町、円墳、装飾古墳、国の史跡）
  - 綾塚古墳（京都郡みやこ町、円墳、国の史跡）
  - 橘塚古墳（京都郡みやこ町、方墳、国の史跡）
  - 石塚山古墳（京都郡苅田町、前方後円墳、国の史跡、三角縁神獣鏡7面以上出土）
  - 御所山古墳（京都郡苅田町、前方後円墳、国の史跡）
- 筑豊地方
  - 竹原古墳（宮若市、円墳、装飾古墳、国の史跡）
  - 王塚古墳（嘉穂郡桂川町、前方後円墳、装飾古墳、国の特別史跡）
  - 古月横穴（鞍手郡鞍手町、横穴古墳、国の史跡）
- 筑後地方
  - 八女古墳群（八女市・八女郡広川町、国の史跡）
    - 乗場古墳（前方後円墳、装飾古墳）
    - 石人山古墳（前方後円墳、彫刻のある家型石棺、最古段階の装飾古墳）
    - 岩戸山古墳（前方後円墳、筑紫君磐井の墓か）
    - 善蔵塚古墳（前方後円墳）
    - 弘化谷古墳（円墳、装飾古墳）
    - 丸山塚古墳（円墳、装飾古墳）
    - 丸山古墳（前方後円墳）
    - 茶臼塚古墳（円墳）

  - 朝田古墳群（うきは市）
    - 重定古墳（前方後円墳、装飾古墳、国の史跡）
    - 楠名古墳（円墳、装飾古墳、国の史跡）
    - 塚花塚古墳（円墳、装飾古墳、国の史跡）

  - 若宮古墳群（うきは市）
    - 日岡古墳（前方後円墳、装飾古墳、国の史跡）
    - 月岡古墳（前方後円墳、出土品は重要文化財）

  - 屋形古墳群（うきは市、装飾古墳、国の史跡）
    - 珍敷塚古墳（墳形不明）
    - 鳥船塚古墳（墳形不明）
    - 古畑古墳（円墳）
    - 原古墳（円墳）

  - 祇園山古墳（久留米市、方墳、県の史跡）
  - 浦山古墳（久留米市、帆立貝形古墳、装飾古墳、国の史跡）
  - 御塚・権現塚古墳（久留米市、国の史跡）
  - 下馬場古墳（久留米市、円墳、装飾古墳、国の史跡）
  - 田主丸古墳群（久留米市、国の史跡）
    - 田主丸大塚古墳（前方後円墳）
    - 寺徳古墳（円墳、装飾古墳）
    - 中原狐塚古墳（円墳、装飾古墳）
    - 西館古墳（円墳、装飾古墳）

  - 日輪寺古墳（久留米市、前方後円墳、装飾古墳、国の史跡）
  - 石神山古墳（みやま市、前方後円墳、国の史跡）
  - 潜塚古墳（大牟田市、円墳、国の史跡）
  - 萩ノ尾古墳（大牟田市、円墳、装飾古墳、国の史跡）

### 佐賀県
- 田代太田古墳（鳥栖市、円墳、装飾古墳、国の史跡）
- 銚子塚古墳（佐賀市、前方後円墳、国の史跡）
- 西隈古墳（英語版）（佐賀市、円墳、国の史跡）
- 船塚古墳（佐賀市、前方後円墳、県史跡）
- 関行丸古墳（佐賀市、前方後円墳、県史跡）
- 谷口古墳（唐津市、前方後円墳、国の史跡）
- 横田下古墳（唐津市、円墳、国の史跡）
- 島田塚古墳（唐津市、前方後円墳、県史跡）
- 伊勢塚古墳（神埼市、円墳、県史跡）

### 長崎県
- 壱岐古墳群（壱岐市、国の史跡）
  - 対馬塚古墳（前方後円墳）
  - 双六古墳（前方後円墳）
  - 笹塚古墳（円墳）
  - 兵瀬古墳（円墳）
  - 掛木古墳（円墳）
  - 鬼の窟古墳（円墳）
- 大塚山古墳（壱岐市、円墳、県史跡）
- 根曽古墳群（対馬市、国の史跡）
- 矢立山古墳群（対馬市、国の史跡）
- 出居塚古墳（対馬市、前方後方墳、県史跡）
- サイノヤマ古墳（対馬市、方墳、県史跡）
- ひさご塚古墳（東彼杵郡東彼杵町、前方後円墳、県史跡）
- 長戸鬼塚古墳（諫早市、円墳、装飾古墳、県史跡）
- 曲崎古墳群（長崎市、国の史跡）
- 鬼の岩屋（雲仙市、円墳、県史跡）
- 笠松天神社古墳（平戸市、前方後円墳、県史跡）
- 岳崎古墳（平戸市、前方後円墳、県史跡）

### 熊本県
- 石貫ナギノ横穴群（玉名市、装飾古墳、国の史跡）
- 石貫穴観音横穴（玉名市、装飾古墳、国の史跡）
- 永安寺東古墳（玉名市、円墳、装飾古墳、国の史跡）
- 永安寺西古墳（玉名市、円墳、装飾古墳、国の史跡）
- 大坊古墳（玉名市、前方後円墳、装飾古墳、国の史跡）
- 江田穴観音古墳（玉名郡和水町、国の史跡）
- 江田船山古墳（玉名郡和水町、前方後円墳、国の史跡）
- 塚坊主古墳（玉名郡和水町、前方後円墳、装飾古墳、国の史跡）
- 虚空蔵塚古墳（玉名郡和水町、国の史跡）
- 岩原古墳群（山鹿市、国の史跡）
- チブサン古墳（山鹿市、前方後円墳、装飾古墳、国の史跡）
- オブサン古墳（山鹿市、円墳、国の史跡）
- 鍋田横穴（山鹿市、装飾古墳、国の史跡）
- 弁慶ヶ穴古墳（山鹿市、円墳、装飾古墳、国の史跡）
- 釜尾古墳（熊本市北区、円墳、装飾古墳、国の史跡）
- 千金甲古墳（熊本市西区、円墳、装飾古墳）
  - 甲号（国の史跡）
  - 乙号（国の史跡）
- 塚原古墳群（熊本市南区、国の史跡）
- 井寺古墳（上益城郡嘉島町、円墳、装飾古墳、国の史跡）
- 小田良古墳（宇城市、墳形不明、装飾古墳、国の史跡）
- 野津古墳群（八代郡氷川町、国の史跡）
- 大村横穴群（人吉市、装飾古墳、国の史跡）
- 才園古墳群（球磨郡あさぎり町、県史跡）

### 大分県
- 七双子古墳群（杵築市、県史跡）
- 小熊山古墳（杵築市、前方後円墳）
- 御塔山古墳（杵築市、円墳、県の史跡）
- 葛原古墳（宇佐市、円墳、国の史跡）
- 川部・高森古墳群（宇佐市、国の史跡）
- 四日市横穴群（宇佐市、国の史跡）
- 鬼塚古墳（国東市、円墳、装飾古墳、国の史跡）
- 鬼ノ岩屋古墳（別府市、円墳、装飾古墳、国の史跡）
- 亀塚古墳（大分市、前方後円墳、国の史跡）
- 築山古墳（大分市、前方後円墳、国の史跡）
- 古宮古墳（大分市、方墳、国の史跡）
- 千代丸古墳（大分市、円墳、装飾古墳、国の史跡）
- 下山古墳（臼杵市、前方後円墳、国の史跡）
- 臼塚古墳（臼杵市、前方後円墳、県史跡、石甲2基は国の重要文化財）
- 鬼ヶ城古墳（玖珠郡玖珠町、円墳、装飾古墳、県史跡）
- 鬼塚古墳（玖珠郡玖珠町、円墳、県史跡）
- 穴観音古墳（日田市、円墳、装飾古墳、国の史跡）
- ガランドヤ古墳（日田市、墳形不明、装飾古墳、国の史跡）
- 法恩寺山古墳群（日田市、国の史跡）
- ダンワラ古墳（日田市、出土した金銀錯嵌珠龍紋鉄鏡は国の重要文化財）
- 朝日天神山古墳（日田市、前方後円墳、県史跡）
- 七ツ森古墳群（竹田市、国の史跡）

### 宮崎県
- 西都原古墳群（西都市、国の特別史跡）
  - 男狭穂塚（陵墓参考地）
  - 女狭穂塚（陵墓参考地）
- 常心塚古墳（西都市、方墳、国の史跡）
- 千畑古墳（西都市、前方後円墳、国の史跡）
- 茶臼原古墳群（西都市、国の史跡）
  - 児屋根塚古墳（前方後円墳）
- 三納古墳群（西都市、県史跡）
- 松本塚古墳（西都市、前方後円墳、国の史跡）
- 三財古墳群（西都市、県史跡）
- 新田原古墳群（児湯郡新富町、国の史跡）
- 南方古墳群（延岡市、国の史跡）
- 川南古墳群（児湯郡川南町、国の史跡）
- 持田古墳群（児湯郡高鍋町、国の史跡）
- 本庄古墳群（東諸県郡国富町、国の史跡）
- 蓮ヶ池古墳群（宮崎市、国の史跡）
- 生目古墳群（宮崎市、国の史跡）

### 鹿児島県
- 唐仁古墳群（肝属郡東串良町、国の史跡）
  - 唐仁大塚古墳（唐仁1号墳）：鹿児島県下最大の前方後円墳。
- 塚崎古墳群（肝属郡肝付町、国の史跡）
  - 花牟礼古墳（日本列島南端の前方後円墳）
- 横瀬古墳（曽於郡大崎町、前方後円墳、国の史跡）
- 神領古墳群（曽於郡大崎町）
- 奥山古墳（南さつま市、市の史跡、円墳、日本列島西南端の古墳）
- 弥次ヶ湯古墳（指宿市、市の史跡、円墳、日本列島最南端の古墳）

### 沖縄県
- 宇地泊西原丘陵古墳群（宜野湾市）